# 船木鷹虎
船木 鷹虎（ふなき たかとら、1961年7月13日 - ）は、日本の男性元キックボクサー。本名は船木 実（ふなき みのる）。
娘がヘラヘラ三銃士のさおりん。

## 来歴

### プロデビュー
東北高校2年の春に、仙台青葉ジムに入門。1978年11月に「ヤンガー船木」のリングネームでプロデビューを果たした。このリングネームは1988年に所属するジムの会長から改名されるまで変わらなかった。
1982年7月、藤原敏男が返上した新格闘術ライト級王座決定戦を斉藤京二と争い、ドローに終わった。しかし左ハイキックで斉藤のアゴを折る重傷を負わせた。翌月新格闘術世界ライト級王者になった藤原敏男と対戦。5RKO負けするも善戦した。

### 日本王座獲得
1987年5月25日に日本ムエタイ連盟設立記念興行の初代ウェルター級王者決定戦に出場。甲斐拳明人に4R1:42KO勝ちし初代王者となった。
1985年11月22日に向山鉄也の持つマーシャルアーツ日本キックボクシング連盟ウェルター級王座に挑戦。判定負けし王座を奪取できなかった。1987年11月、仙台青葉ジムの瀬戸会長の次女・純子と結婚。

### 世界王座獲得
1987年5月25日に再び新格闘術ライト級王座決定戦に出場し、かつて下した内藤武を再度下し、初の世界タイトルを獲得した。
1988年初春に仙台青葉ジムが全日本キックボクシング連盟に加盟した際、全日本王座を獲って永く守ることと家庭も守ることを目標に、ジムの会長に“船木鷹虎”と改名される。
1988年7月16日にハンスー・プレムチャイと対戦し、5R判定負けを喫した。

### キャリア終盤
1994年3月4日に「K-1 CHALLENGE」でK-1参戦を果たした。田上敬久と対戦するも右ハイキックで3度目のダウンを喫し、1R1:27TKO負けを喫した。
1996年10月にニュージャパンキックボクシング連盟（NJKF）が全日本キックボクシング連盟から離脱すると、NJKFの初代ミドル級王者決定戦に出場。新田明臣と対戦するが判定負けを喫した。翌年4月6日に再び王座に挑戦するも、判定負けし王座獲得はならなかった。
2001年9月15日に加藤督朗と対戦し、腕を折られ2R1:56TKO負けを喫した。
2002年初春に仙台市泉区に鷹虎キックボクシングジムを開いた。

## 獲得タイトル
- 初代日本ムエタイ連盟ウェルター級王座（0度防衛）
- 第14代全日本キックボクシング連盟ウェルター級王座（4度防衛）
- 第16代全日本キックボクシング連盟ウェルター級王座（1度防衛）
- 第2代新格闘術世界ライト級王座（0度防衛）